# Morgion
I Morgion furono un gruppo musicale doomdeath metal statunitense formatosi nella contea di Orange, in California, nel 1990.
Dopo aver realizzato tre album la band si sciolse una prima volta nel 2004 e in un paio di occasioni cercò di riformarsi, tuttavia nel 2013 cessò definitivamente l'attività.
Il nome è ispirato da quello del dio della malattia nell'universo fantasy di Dragonlance. Anche il titolo del loro secondo album, Solinari, e dell'omonima canzone ivi contenuta, è un riferimento ad una delle divinità lunari della magia di Dragonlance.

## Storia del gruppo

### Gli album e lo scioglimento (1990-2004)
I Morgion vennero formati nel 1990, come gruppo death metal, da Dwayne Boardman (chitarra), Jeremy Peto (voce/basso) e Rhett Davis (batteria) a cui si unì Mike Davis (chitarra).  Il quartetto incise come primo lavoro il demo Rabid Decay (1991), seguito da Live Studio Rehearsal Demo (1992) e nel 1993 realizzò Travesty, un EP pubblicato dalla Catatonic su disco in vinile da 7". Nel 1994 il chitarrista Bobby Thomas prese il posto di Mike Davis, inoltre il tastierista Ed Parker si unì al gruppo, il quale virò quindi verso una musica maggiormente melodica ed atmosferica. I Morgion, nel 1996, vennero messi sotto contratto dalla Relapse Records, che l'anno successivo pubblicò il loro disco d'esordio intitolato Among Majestic Ruin, il quale fu registrato nel 1994. Inoltre contribuirono ad una compilation in tributo ai Celtic Frost, registrando le cover di Innocence and Wrath e The Usurper.
Dopo queste uscite discografiche il gruppo partecipò ad alcuni concerti, durante i quali condivisero il palco con Entombed e Autopsy. Nello stesso periodo vi fu l'ingresso nella formazione di Gary Griffith che, sostituendo sia Thomas che Parker, si occupò delle sessioni di chitarra e di tastiera per la registrazione dell'EP Oceans Without Shores, il quale però non venne pubblicato, e dell'album Solinari. Questo secondo disco uscì quindi nel 1999 e, come il precedente, anch'esso fu dato alle stampe dalla Relapse Records. Lo stesso anno il tastierista Brandon Livingston si unì al gruppo, tuttavia la sua permanenza durò soltanto tre mesi poiché perse la vita. In seguito ad alcuni attriti tra i componenti la band cessò momentaneamente l'attività sino al 2002, quando Jeremy Peto venne sostituito dal bassista Justin Christian e il tastierista  Peter Surowski si unì alla band. L'anno successivo i Morgion s'impegnarono in una tournée europea che prese il nome di Doomination Of Europe Tour, per la quale venne ingaggiato l'ex cantante dei Mindrot, Adrian Leroux.
Le sessioni vocali del loro terzo album, Cloaked by Ages, Crowned in Earth, furono registrate da Gary Griffith, dopo che Surowski e Leroux ebbero abbandonato la band. Il disco venne messo in commercio dalla Dark Symphonies nel 2004 e in seguito a questa pubblicazione il gruppo si sciolse. Nel 2005 il bassista Justin Christian e il batterista Rhett Davis, dopo lo scioglimento dei Morgion, formarono i Keen of the Crow.

### I tentativi di "reunion" (2008, 2011-2013)
Nel 2008 la Relapse Records pubblicò The Relapse Collection, un doppio CD contenente i primi due album dei Morgion, le canzoni provenienti dal loro EP inedito, Oceans Without Shores, e alcune trace provenienti da demo. Per l'occasione il gruppo si riformò e, ad aprile dello stesso anno, si esibì in concerto al festival musicale californiano Murderfest. I musicisti coinvolti furono Boardman, Christian, Griffith e l'ex tastierista Surowski, questa volta però in veste di batterista.
Dopo tre anni la band, che vide il ritorno di Rhett Davis e di Jeremy Peto, tornò in attività per partecipare al Maryland Deathfest, tenutosi a Baltimora nel 2012. A causa di un infortunio patito dal bassista e cantante, il gruppo dovette però rinunciare all'evento. La partecipazione venne quindi rimandata all'edizione dell'anno successivo, tuttavia a causa di contrasti interni la formazione decise di cessare definitivamente l'attività e quindi non prese parte al festival. Nel frattempo uscì la compilation God of Death & Disease, pubblicata dalla Dark Descent Records nel 2012, contenente i brani provenienti dai loro primi due demo e dall'EP del 1993.

## Formazione

### Ultima
- Jeremy Peto – voce, basso (1990-2002, 2011-2013)
- Dwayne Boardman – chitarra (1990-2004, 2008, 2011-2013)
- Gary Griffith – chitarra e tastiera (1995-2004, 2008, 2011-2013), voce (2004-2003, 2008)
- Rhett Davis – batteria (1990-2004, 2011-2013)

### Ex componenti
- Adrian Leroux – voce (2002-2003)
- Mike Davis – chitarra (1990-1993)
- Bobby Thomas – chitarra (1994-1995)
- Justin Christian – basso (2002-2004, 2008)
- Ed Parker – tastiere (1994-1995)
- Brandon Livingstons – tastiere (1999)
- Peter Surowski – tastiere (2002-2003), batteria (2008)

## Discografia

### Album in studio
- 1997 – Among Majestic Ruin
- 1999 – Solinari
- 2004 – Cloaked by Ages, Crowned in Earth

### Raccolte
- 2008 – The Relapse Collection
- 2013 – God of Death & Disease

### EP
- 1993 – Travesty

### Demo
- 1991 – Rabid Decay
- 1992 – Live Studio Rehersal Demo

### Partecipazioni
- 1996 – In Memory Of Celtic Frost (compilation, Dwell Records)